# Liga Paulista de Foot-Ball
Die Liga Paulista de Foot-Ball (LPF) war ein brasilianischer Sportverband.
Nachdem sich ab 1899 die ersten Fußballklubs Brasiliens in São Paulo gründeten und am 19. und 20. Oktober 1901 die ersten Partien zwischen Amateuren aus São Paulo und einem Cricket Klub aus Rio de Janeiro stattfanden, wollten diese Klubs auch eine offizielle Meisterschaft austragen. Um diese zu organisieren, fanden sich am 14. Dezember 1901 Vertreter mehrerer Klubs zusammen. An der Gründungsversammlung in den Räumlichkeiten des von dem deutschen Hans Nobiling gegründeten SC Internacional nahmen außer diesem teil, eine weitere Gründung von Nobiling der SC Germânia und der São Paulo Athletic Club
- Für Internacional nahmen teil: Antonio Casemiro da Costa, W. Holland, Antonio Souza Queiroz und Tancredo do Amaral.
- Für São Paulo nahmen teil: Charles William Miller, H.J. Boyes, Roy W. Grome.
- Für Germânia nahmen teil: Arthur Ravache, G. Ritter und Hans Nobiling.

Der Vorsitzende von Internacional, Antônio Casemiro da Costa, brachte in dieser Sitzung den Vorschlag ein, den künftigen Verband über Eintrittsgelder zu finanzieren, welche hälftig zwischen den Klubs und dem Verband aufgeteilt werden sollten. Zu dem Zeitpunkt waren die Partien für Zuschauer noch kostenfrei. Des Weiteren sollte sich die künftige Liga an den Statuten der europäischen Ligen anpassen. Die Farben für eine Flagge wurden die des Bundesstaates São Paulo gewählt, schwarz, rot und weiß.
Am 19. Dezember kam es zu einem weiteren Treffen, an welchem auch Vertreter des AA Mackenzie College und Club Athletico Paulistano teilnahmen. Es wurde die Gründung des Verbandes offiziell beschlossen sowie der Name der Liga und der erste Vorstand gewählt. Dieser setzte sich wie folgt zusammen:
- Präsident – Antonio Casemiro da Costa von Internacional;
- Vizepräsident – Hans Nobling von Germânia;
- Generalsekretär – Arthur Ravache von Germânia;
- Schatzmeister – Tancredo do Amaral von Internacional.

Der erste Vorsitzende des Verbandes, Antônio Casemiro da Costa, stiftete einen Silberpokal, welchen er bei Niederlassung von Mappin & Webb in São Paulo von einem französischen Goldschmied gefertigt wurde. Der Pokal wurde nach seinem Stifter als Taça Antônio Casimiro da Costa benannt.
Am 3. Mai 1902 fand dann das erste Meisterschaft von São Paulo statt, in welchem sich der São Paulo AC sich mit 2:1 gegen Germânia durchsetzen konnte. Der erste Meister wurde am 26. Oktober der São Paulo AC und Mário Eppingaux von Mackenzie. Der erste Torschützenkönig Charles Miller.
1912 kam es zu einer Spaltung des Verbandes. In diesem gab es Streit zwischen den Befürwortern des Amateur- und Profisports. Außerdem kam es zu Streitigkeiten über den Austragungsort. Der LPF wollte an der bisherigen Spielstätte dem Estádio Palestra Itália austragen. Paulistano hingegen wollte eine Verlegung in sein Stadion, dem Velódromo de São Paulo. Die LPF stimmte diesen nicht zu. Paulistano und die AA Palmeiras initiierten deshalb die Gründung eines neuen Verbandes des Associação Paulista de Esportes Atléticos (APEA).
Am 8. Juni 1914 wurde in Rio de Janeiro die Federação Brasileira de Sports als erster Sportverband ins Leben gerufen, der mehrere Sportarten vertrat. Einer der Initiatoren war der Liga Metropolitana de Esportes Athleticos (LMEA) (Leichtathletikverband für Rio de Janeiro). Die LMEA hatte die Spaltung der LPF genutzt und der APEA dabei geholfen, anerkannt zu werden. Die APEA wurde entsprechend Mitglied im FBS.
Der LPF war mit der Gründung des FBS nicht einverstanden. Mit der Unterstützung aus Paraná und Rio Grande do Sul schuf er neun Monate später seine eigene Version: den Federação Brasileira de Foot-Ball (FBF), den brasilianischen Fußballverband. Dann bat er, argentinische und uruguayische Vertreter um Unterstützung, mit denen er als ältestes brasilianischer Fußballverband bereits seit 1901 Beziehungen pflegte, und beantragte den Beitritt zum Internationalen Fußballverband (FIFA).
Als die FBS merkte, dass sie an Boden verlor, beeilte sie sich, ihre Satzung 17 Monate nach ihrer Gründung Ende 1915 zu genehmigen und reichte ebenfalls einen Mitgliedsantrag bei der FIFA ein. Mitten im Ersten Weltkrieg hatte der oberste Fußballverband andere Sorgen. Er nahm eine diplomatische Haltung ein und wies beide Anträge zurück: „Reinigt es untereinander und kommt später wieder.“ Das Problem konnte am 21. Juni 1916, als der damalige Außenminister die Verbände FBS, FBF, LPF, APEA und LMEA versammelte. Am Ende der Sitzung wurden aus dem FBS und dem FPF der Confederação Brasileira de Desportos (CBD).
Bis 1916 wurden beide Meisterschaften gleichzeitig abgehalten. 1917 schlossen die LPF Klubs der APEA an. Beide Turniere werden vom heutigen Verband Federação Paulista de Futebol offiziell anerkannt.